# Botro (underprefektur)
Botro är en underprefektur i Elfenbenskusten. Den ligger i departementet med samma namn, i den centrala delen av landet, 130 km norr om huvudstaden Yamoussoukro.